# 中國文字

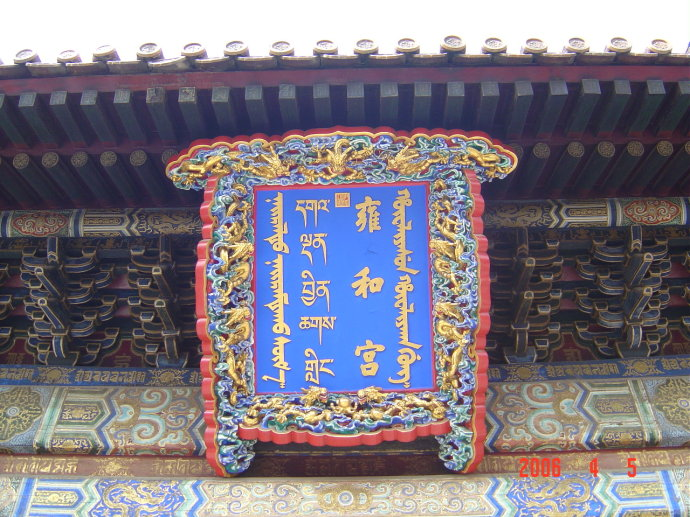
雍和宫的匾额，以汉、蒙、满、藏，四种中国主要民族的文字书写

中国文字是指诞生于中国或在中国所使用的文字，该词在狭义上一般只指汉字，但在广义上亦可用于指代包括现代少数民族的语言文字等在内的所有现在或曾经在中国疆域内被广泛使用的文字系统。

## 汉字系统

### 衍生文字

#### 契丹文
契丹小字是契丹族的一种文字系统，主要用于记录契丹语。它是在辽代（907-1125年）时期发展起来的，属于表音文字，字形较小，通常用于书写较为简单的内容，如日常生活和交易记录等。
契丹小字与契丹大字一起被统称为“契丹文”。其中契丹大字主要用于官方文书和重要记录，而契丹小字则相对灵活，适合快速书写。虽然契丹小字在历史上曾被使用，但如今已基本失传，研究者主要通过古籍和出土文物来了解其形态和用法。